# Rusudan di Circassia
Rusudan (in georgiano რუსუდანი?; Circassia, XVII secolo – Mosca, 30 dicembre 1740) è stata una nobildonna georgiana di origini circasse, regina consorte di Cartalia come moglie di Vakhtang VI di Cartalia.

## Biografia
Sebbene sia noto che Rusudan proveniva da una famiglia della nobiltà circassa, non è noto nulla dei suoi primi anni, a partire dal nome originale, dal momento che "Rusudan" fu il nome che assunse al momento della sua conversione al cristianesimo georgiano in vista del suo matrimonio. 
Sono state avanzate diverse ipotesi per le sue origini famigliari: è stato proposto che fosse figlia di Kilchiko Kilimbetov di Cabardia; che appartenesse alla famiglia Bakashvili; oppure ai Misostov o ai Tausultanov, entrambe influenti famiglia della nobiltà cabardiana. 
Il primo fidanzamento di Rusudan fu con il principe Bagrat, figlio di Giorgio XI di Cartalia, che era ostaggio alla corte dello Shah Suleiman I di Persia. Alla morte di Bagrat nel 1692, Giorgio XI si rifiutò di restituire Rusudan alla sua famiglia, il che, se fosse davvero la figlia di Kilchiko, potrebbe essere parte del motivo che lo spinse ad allearsi con lo Shamkhalato di Tarki contro Giorgio XI, tentando, e fallendo, di sequestrarne il fratello Archil. 
Nel 1696, Giorgio XI sposò Rusudan a suo nipote Vakhtang. Il matrimonio si tenne a Kharagauli, nel regno di Imareti, dove la famiglia reale cartaliana si era rifugiata dopo essersi scontrata con Suleiman. Ebbero tre figlie e due figli. Giorgio XI recuperò il trono più tardi nello stesso anno e nel 1703 Vakhtang divenne reggente, per poi divenire re come Vakhtang VI nel 1712. Tuttavia, venne detenuto per quattro anni in Persia, dove si era recato per ottenere la nomina dallo Shah Hüseyn, per il suo rifiuto di convertirsi all'Islam, aprendo la Cartalia a una serie di lotte politiche che vedevano contrapporsi, fra le altre fazioni, gli ortodossi e i sunniti guidati da Jesse, fratello minore di Vakhtang. Rusudan, che viveva a Gori coi figli, dovette infine fuggire a Rach'a per sfuggirgli, dal momento che Jesse aveva progettato di consegnarla coi figli allo Shah. Di indole moderata, esercitò un'influenza caritatevole sul figlio Bakar, più vendicativo, convincendolo a risparmiare nemici come Domentius, sospetto cospiratore cattolico, e il generale Luarsab Orbeliani. 
Finalmente, nell'agosto 1716, Vakhtang, ora noto col nome mussulmano di Husayn-Qoli Khan, riuscì a tornare e a riconquistare il suo regno, permettendo a Rusudan di tornare a Tbilisi come regina. Ma nel maggio 1723 la Cartalia cadde davanti a Costantino II di Cachezia, e la famiglia reale fuggì prima a Gori, poi a Imareti e infine in Russia, dove si stabilirono ad Astrachan'. 
Dopo essere rimasta vedova nel 1737, Rusudan si trasferì a Mosca dal figlio Bakar, e lì morì il 30 dicembre 1740. Venne sepolta nel monastero di Donskoy il 13 gennaio. 

## Discendenza
Da suo marito, ebbe cinque figli, tre femmine e due maschi:
- Tamara (1696 - 12 aprile 1746), nel 1712 sposò Teimuraz II, re di Cachezia e Cartalia, con discendenza:
  - Ketevan, nel 1737 sposò Adil Shah;
  - Elene, nel 1743 sposò Zaza Tsitsishvili;
  - Ana (1720 – 4 dicembre 1788), nel 1744 sposò Dimitri Orbeliani (m.1776), in seguito sposò Ioane Orbeliani.
  - Eraclio II (7 novembre 1720 - 11 gennaio 1798); re di Cartalia e Cachezia.
- Anna (1698 - 1746, anche nota come Anuka), nel 1712 sposò Vakhushti Abashidze, con discendenza:
  - Levan;
  - Nikoloz.
- Tuta (1699 - 1746), nel 1712 sposò Geveden dei duchi di Rach'a, senza discendenza;
- Bakar (7 aprile 1700 - 1º febbraio 1750), re titolare di Cartalia. Sposò Ana Eristavi, con discendenza:
  - Alexander (1726–1791), ufficiale russo;
  - Levan (1739–1763), ufficiale russo;
  - Mariam (m. 1807);
  - Elisabetta (m. 1796), sposò Nikolay Odoevskij;
  - Una figlia.
- Giorgio (2 agosto 1712 - 19 dicembre 1786), generale dell'Impero russo. Sposò Maria Iakovna Dolgorukova, con discendenza:
  - Vasily (1749–1764);
  - Jacob (1751–1768);
  - Anna (1754–1779).